# Bambino
Bambino（韓語：밤비노）是JS娛樂于2015年推出的韓國4人女子音樂團體。在2015年6月23日，Bambino發行她們的第一張單曲《오빠오빠（哥哥 哥哥）》並正式出道。於2017年已解散。

## 經歷

### 出道前
Bambino在2014年9月12日創建了官方Facebook賬號并在其頁面發佈了4位成員的預告照。她們以Bambino成員身份向外宣傳。該組合在一些高中和大學中表演，唱跳表演的歌曲有Redfoo的《New Thang》、EXID的《Up & Down》和馬克·朗森的《Uptown Funk》等。成員恩率因爲幾個她的影片累計超過一百萬點擊量吸引了人們關注，她被人稱爲“第二個Hani”。

### 2015年：以《오빠오빠》出道
6月5日，Bambino在她們的Facebook官方頁面上發出幾張預告照並宣稱她們在6月份會發行單曲《오빠오빠》。Bambino在6月23日發行單曲《오빠오빠》並在6月27日于首爾東大門舉行showcase。在粉丝们拍摄的视频中，Bambino被稱爲“Fancam女神”。
該組合做了一個360°全景視頻版的MV，該MV有1千萬的點擊量並獲得了30000個讚。

### 2016年：回歸
8月21日，Bambino釋出MV《달빛샤워（月光浴）》，並發行第二張數位單曲《달빛샤워》。

### 2017年：Hadam退隊
在2017年初，有消息稱Hadam離開Bambino。另外，一名叫“Seo-a”的新成員在今年2月份加入。

## 成員信息
| 艺名           | 艺名 | 本名          | 本名   | 本名   | 出生資料                    | 队内职务               |
| 原文           | 谚文 | 羅馬拼音      | 谚文   | 中文名 | 出生資料                    | 队内职务               |
| Eunsol         | 은솔 | Park Eunsol   | 박은솔 | 朴恩率 | 1990年12月24日 · 首爾特別市 | 領唱、領舞             |
| Dahee          | 다희 | Byun Dahee    | 변다희 | 卞多熙 | 1990年9月4日 · 大邱廣域市   | 主Rapper、副唱         |
| Minhee         | 민희 | Go Myeongseon | 고명선 | 高明宣 | 1992年4月2日 · 京畿道安養市 | 主唱                   |
| Seo-a          | 서아 | Jung Gilryung | 정길령 | 鄭姞鈴 | 1993年12月21日 ·            | 副唱、忙內             |
| 已退出成員列表 |      |               |        |        |                             |                        |
| Hadam          | 하담 | Sung Hadam    | 성하담 | 成河淡 | 1991年5月31日 · 光州廣域市  | 前任隊長、主領舞、副唱 |

## 音樂作品

### 單曲
| #   | 單曲資料                                                                                     | 曲目                                                                                |
| 1st | 首張數位單曲《오빠오빠》 - 发行日期：2015年6月23日 - 语言：韩语 - 格式：数字下載             | 1. 오빠오빠（哥哥 哥哥） 2. 오빠오빠(Inst.)                                         |
| 2nd | 第二張數位單曲《달빛샤워（月光浴）》 - 發行日期：2016年8月22日 - 語言：韓語 - 格式：數位下載 | 1. 달빛샤워（月光浴） 2. 맘마미아（媽媽咪呀） 3. 달빛샤워(Inst.) 4. 맘마미아(Inst.) |

## 巡迴演出

### JS娛樂
- JS娛樂第一屆音樂會 (Bambino, Laysha, Diana, Rampage Guys)[7]

## 爭議
2015年7月21日，在一所高中舉行的一场表演中，Hadam因表演時沒有穿安全褲而引起大众的批評。

## 外部連結
- Bambino's Fancafe（页面存档备份，存于）
- YouTube上的Bambino頻道